# Alexander McQueen
Lee Alexander McQueen (Londra, 17 marzo 1969 – Londra, 11 febbraio 2010) è stato uno stilista britannico.

## Biografia
Figlio di un tassista, McQueen lascia la scuola all'età di 16 anni per entrare subito nel mondo del lavoro. Dopo aver lavorato per Savile Row, per Gieves & Hawkes e per i celebri costumisti teatrali Berman & Nathans, all'età di 20 anni si trasferisce a Milano per lavorare per Romeo Gigli. Nel 1992 ritorna a Londra per completare la propria formazione presso la prestigiosa Saint Martin's School of Art. Nel 1996 McQueen viene assunto, al posto di John Galliano, come direttore creativo di Givenchy, dove rimarrà, fra alti e bassi, fino al 2001, anno in cui abbandonerà la maison definendola costrittiva per la propria creatività.
In questo periodo Alexander McQueen fa conoscere il proprio nome nella scena dell'alta moda con sfilate trasgressive e scioccanti, al punto di essere definito "hooligan della moda". Nel 1999, a Londra, ha realizzato una sfilata provocatoria in cui comparivano la modella Aimee Mullins, amputata delle gambe, che a grandi passi ha attraversato la passerella su protesi in legno finemente intagliato, e dei robot per la verniciatura delle auto che spruzzavano su abiti di cotone bianco. Dal 2001 lo stilista è entrato a far parte del gruppo fiorentino Gucci ed ha espanso la propria produzione aprendo nuove boutique a Londra, Milano e New York, e lanciando sul mercato il profumo Kingdom. Nel 2003 ha collaborato con la Puma per la realizzazione di una linea di scarpe da ginnastica.
Nel corso della propria carriera, McQueen ha vinto il riconoscimento di "stilista inglese dell'anno" per quattro volte dal 1996 al 2003, ed ha vinto il premio "stilista dell'anno" dal consiglio Fashion Designer Awards nel 2003. Nel 2010 Alexander McQueen lancia la sua ultima collezione di abiti, diventata famosa a livello mondiale nel giro di poco tempo: Plato's Atlantis. Essa è stata definita come una delle sue migliori, nonché punto di svolta che ha cambiato il futuro della moda.
Alexander McQueen è stato trovato morto impiccato (poco tempo dopo la morte della madre) nella sua abitazione londinese l'11 febbraio 2010 all'età di 40 anni. La cantante Lady Gaga, sua grande amica, gli ha dedicato una canzone, Fashion of His Love, contenuta nel suo secondo album in studio Born This Way, oltre che la sua performance ai Brit Awards 2010.
Dopo la sua morte, la direttrice creativa del marchio è diventata Sarah Burton, già assistente di McQueen dal 1996. Proprio lei, nel 2017 ha disegnato l'abito da sposa per la tennista Serena Williams con Alexis Ohanian, passato alle cronache per essere il vestito da matrimonio più costoso mai realizzato da un brand: l'abito infatti è costato 3.162.491 euro, ed è diventato immediatamente un'icona della moda.
Nel 2018 è uscito il documentario Alexander McQueen - Il genio della moda, diretto da Ian Bonhôte e Peter Ettedguisu e dedicato alla vita del celebre stilista.

## Stile ed influenze stilistiche
- Isabella Blow: icona del fashion system e intima amica di Alexander, morta suicida nel 2007, ha permesso al giovane designer di iniziare la sua carriera.
- Cifre stilistiche: creatività visionaria, legata ad un immaginario gotico e legato al concetto di morte, show e spettacolarizzazione, tailoring e grande soirèe. Per la comunicazione si affida all'artista-fotografo Nick Knight.
- Ispirazioni: Damien Hirst, Marina Abramović, Elsa Schiaparelli (abito cassa toracica, 1938), estetica gotica e punk, Rinascimento, Medioevo, Età vittoriana, arte simbolista (principalmente Gustave Moreau), cyborg style, sado-guerriera, jack-the-ripper style, insolito e bizzarro, mutazione, Philip Treacy.